# Spoorlijn Marcenais - Libourne
De spoorlijn Marcenais - Libourne was een Franse spoorlijn van Marcenais naar Libourne. De lijn was 19,7 km lang en heeft als lijnnummer 582 000.

## Geschiedenis
De lijn werd geopend door de Administration des chemins de fer de l'État op 29 mei 1887. Personenvervoer werd opgeheven op 5 december 1938, goederenvervoer tussen Marcenais en Périssac op 14 mei 1950 en tussen Périssac en Libourne op 1 november 1958.

## Aansluitingen
In de volgende plaatsen is of was er een aansluiting op de volgende spoorlijnen:
Marcenais
RFN 581 000, spoorlijn tussen Cavignac en Coutras
Libourne
RFN 570 000, spoorlijn tussen Paris-Austerlitz en Bordeaux-Saint-Jean
RFN 629 000, spoorlijn tussen Libourne en Le Buisson